# Condado de Abárzuza
El Condado de Abarzuza es un título nobiliario español creado en 1874 por el pretendiente carlista al trono de España  Carlos VII, en favor de don Torcuato Mendiri y Corera, General, comandante de Cataluña,  y líder supremo del Ejército del Norte durante la tercera Guerra Carlista. La creación de dicho título fue ejecutada en reconocimiento a las notables gestas llevadas a cabo por el general  Mendiri en la  Batalla de Abárzuza.  Cabe señalar que don Torcuato Mendiri , recibiría  también de Carlos VII el Marquesado de Mendiri como recompensa por su participación en la Batalla de Lácar un año después.
Ambos títulos nobiliarios pasaron a la  Casa de Arriazu  tras el matrimonio de una de las nietas del general Mendiri, doña María Teresa de Mendiri y Gurtubay (1861-1918) con don Carlos Santiago de Arriazu y Arriazu (1860-1937) . Sin embargo, en la actualidad ambos títulos están vacantes y caducados. La posesión civilísima de sendas dignidades nobiliarias no se puede refrendar oficialmente desde la entrada en vigor del Real Decreto 222/1988.

## Marqueses de Mendiri y condes de Abárzuza

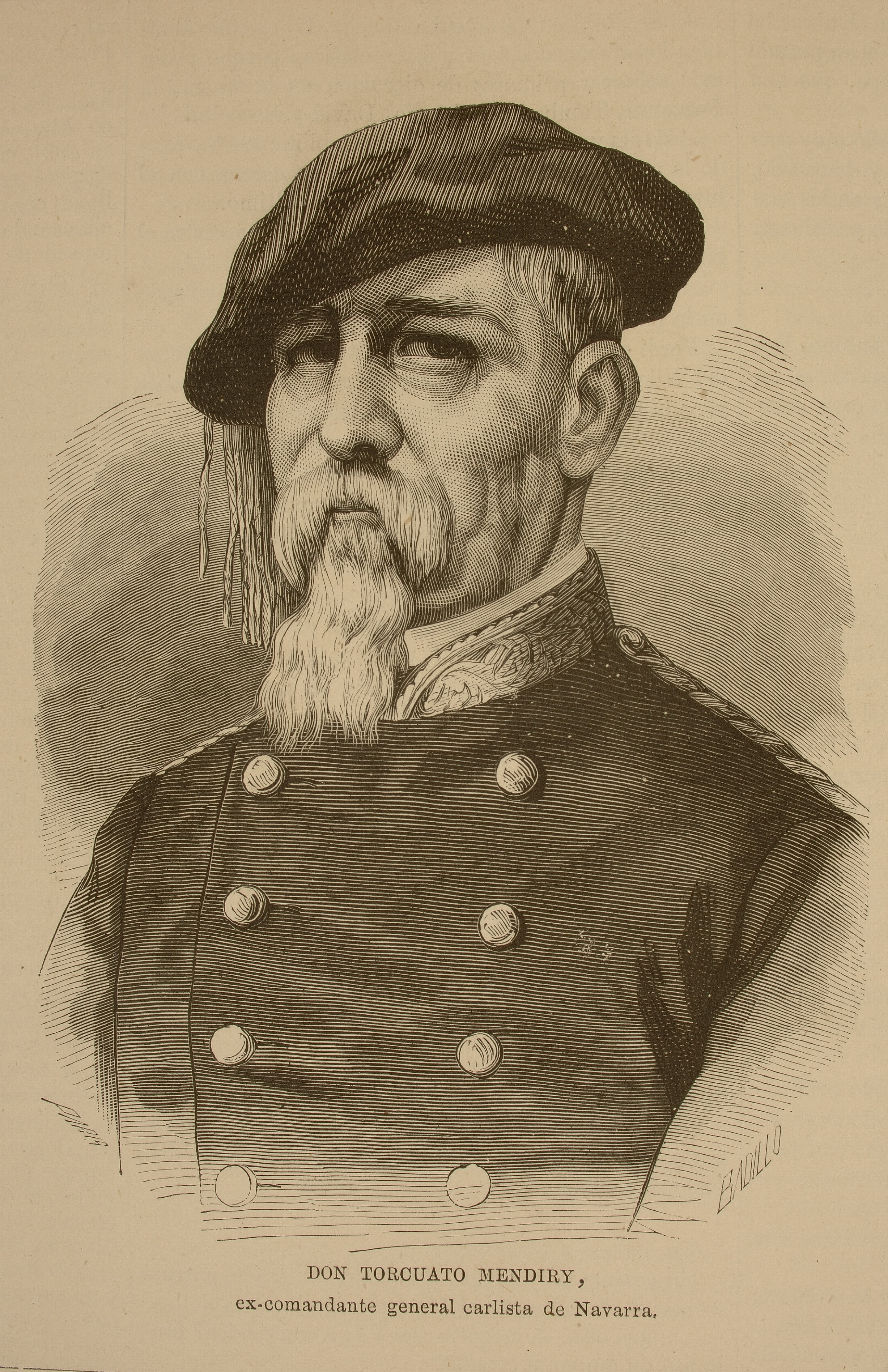
General don Torcuato Mendiri y Corera. I marqués de Mendiri, I conde de Abárzuza.

|                          | Titular                                         | Periodo                 |
| Creación por Carlos VII  | Creación por Carlos VII                         | Creación por Carlos VII |
| ------------------------ | ----------------------------------------------- | ----------------------- |
| I                        | Don Torcuato Mendiri y Corera                   | 1874-1884               |
| II De iure               | Don Pío Enrique de Mendiri y de Andorra-Arriazu | 1884-1899               |
| III De iure              | Doña María Teresa de Mendiri y Gurtubay         | 1899-1918               |
| IV De iure               | Don Víctor de Arriazu y Mendiri                 | 1918-1945               |
| En la actualidad vacante |                                                 |                         |

## Historia de los marqueses de Mendiri y condes de Abárzuza
- Torcuato Mendiri y Corera  (1811-1884), I marqués de Mendiri y conde de Abarzuza.

1. Casó con doña Juana de la Cruz de Andorra-Arriazu y Sagaseta. Le sucedió su hijo:

- Don Pío Enrique de Mendiri y de Andorra-Arriazu II marqués de Mendiri y conde de Abarzuza De iure (1846-1899).[5]

1. Casó con doña María Fernanda Gurtubay. Le sucedió su hija:

- Doña María Teresa de Mendiri y Gurtubay(1867-1918) III marquesa de Mendiri y condesa de Abarzuza De iure.

1. Casó con su primo don Carlos Santiago de Arriazu y Arriazu (1865-1937). Le sucedió su hijo:

- Don Víctor de Arriazu y Mendiri (1886-1945) IV marqués de Mendiri y conde de Abarzuza De iure, caballero de la Orden de la Legitimidad Proscrita.

Sus sucesores no solicitaron el reconocimiento como título del Reino, en especial a partir de la restauración de la legislación nobiliaria de 1948 cuando habría sido posible hacerlo. En consecuencia, y a tenor de lo previsto en el Decreto 222/1988,el título debe considerarse como caducado en la actualidad.

## Descendientes directos por vía agnaticia
Sucede por línea directa a don Víctor de Arriazu y Mendiri, como depositaria de los derechos de titularidad, su bisnieta doña Lourdes de Arriazu y Martín (1962). Sin embargo, cabe señalar que el Marquesado de Mendiri y el Condado de Abárzuza se encuentran actualmente caducados no pudiendo ser rehabilitados según la ley vigente.